# Радость секса. Книга о премудростях любви
«Радость секса. Книга о премудростях любви» (англ. The Joy of Sex) — иллюстрированное руководство по сексу британского писателя, врача и психолога Александра Комфорта, впервые опубликованное в 1972 году. Книга в обновлённом виде была переиздана в сентябре 2008 года.

## Обзор
«Радость секса» 11 недель возглавляла список бестселлеров New York Times и более 70 недель находилась в топ-5 этого рейтинга (в 1972–1974 годах). 
Первоначальный замысел автора при написании книги состоял в том, чтобы использовать тот же подход, что применялся в кулинарных книгах, таких, например, как «Радость приготовления пищи» 1931 года, поэтому названия разделов "Радости секса" включают в себя такие слова, как «закуски» или «основные блюда». В книге рассказывается о разных сексуальных практиках: оральном сексе, многообразных сексуальных позициях, а также и о более «экстремальных» практиках (бондаж, свинг и т.д.), вызывающих интерес у широкой публики.
Первое издание книги было проиллюстрировано изображениями из классической индийской и японской эротики, а также специально заказанными для неё рисунками у Криса Фосса (чёрно-белые) и Чарльза Раймонда (цветные). Работы этих двух художников основывались на фотографиях Чарльза Рэймонда и его жены, сделанных Крисом Фоссом. Впоследствии эти иллюстрации стали выглядеть несколько устаревшими, в основном из-за вышедших из мод причёсок моделей. В более поздних изданиях появились новые иллюстрации и был добавлен текст, акцентирующий внимание на более безопасном сексе.

### Карманный формат
Книга была также выпущена и в карманном формате под названием The Joy of Sex, the Pocket Edition (Радость секса, карманное издание). В 1997 году она была удостоена юмористической литературной премии Diagram за самое необычное название книги.

## Видеоигра
В 1993 году для приставки Philips CD-i на базе книги была выпущена компьютерная игра. Она стала одной (возможно, первой) из 29 видеоигр, получивших рейтинг «только для взрослых» от ESRB из-за своего ярко выраженного сексуального содержания.

## Доступность в публичных библиотеках
В США разгорелись общественные споры по поводу «Радостей секса». Религиозные активисты боролись за то, чтобы не допустить попадания книги на полки публичных библиотек. В марте 2008 года совет публичных библиотек Нампы (штат Айдахо) вынес решение в пользу сторонников удаления книг «Радость секса» и «Радость гомосексуального секса» с полок библиотек, с возможностью получить их только по запросу в кабинете директора библиотеки. Но уже в сентябре того же года они были возвращены обратно вследствие угрозы со стороны Американского союза защиты гражданских свобод о судебном разбирательстве по этому поводу.

## Обновлённое издание (2008)
Издательство Mitchell Beazley выпустило обновлённое издание книги в сентябре 2008 года. Новое издание было значительно переписано и переделано психологом Сьюзан Киллиам с одобрения Николаса Комфорта, сына автора первого издания.